# Claoxylon ooumuense
Claoxylon ooumuense là một loài thực vật có hoa trong họ Đại kích. Loài này được Fosberg & Sachet mô tả khoa học đầu tiên năm 1981.